# Telesila

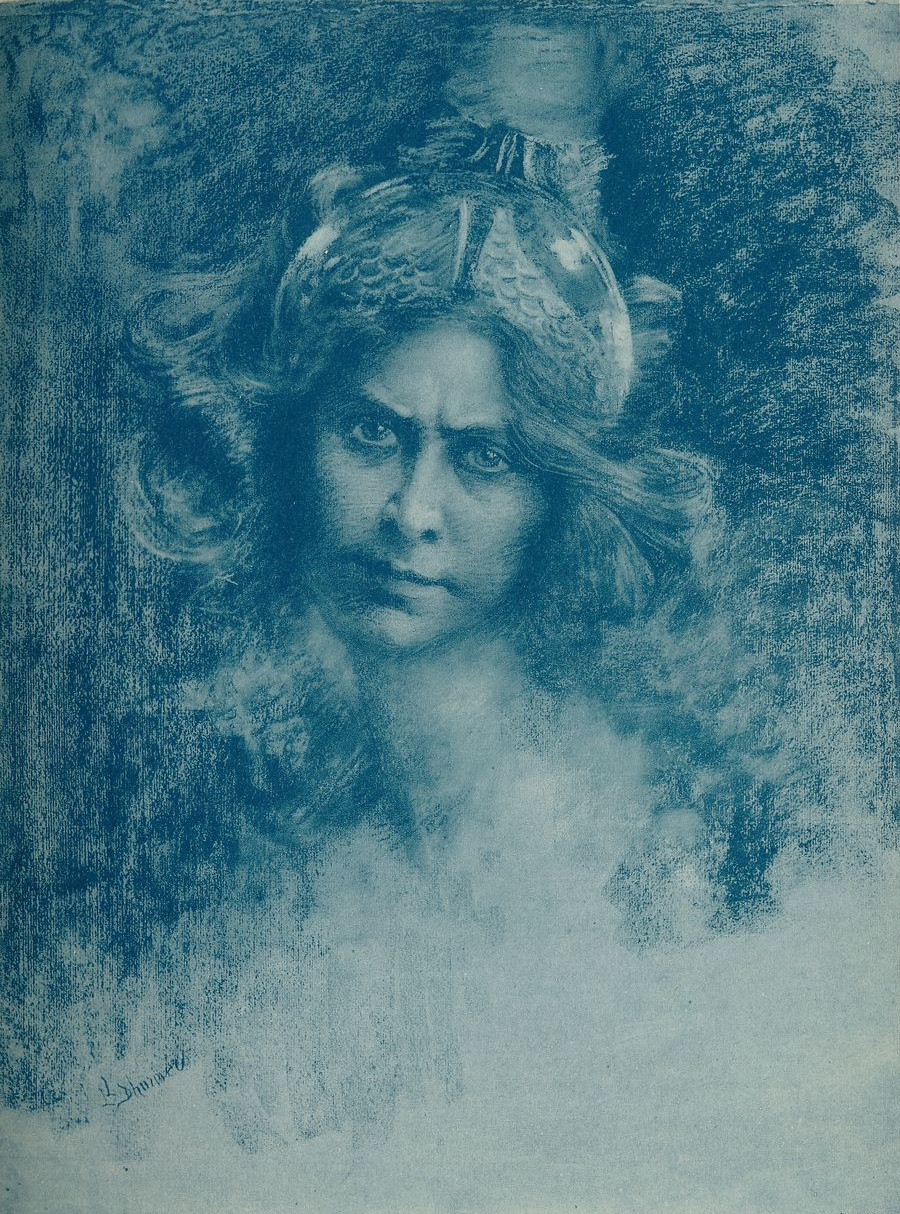
Ilustración de Telesila de Lucien Lévy-Dhurmer para "Les Kitharèdes" de Renée Vivien, 1904.

Telesila (en griego, Τελέσιλλα) fue una poetisa griega natural de Argos que vivió en torno al año 510 a. C. Fue considerada una de las «nueve musas líricas».

## Biografía
Plutarco transmite una tradición según la cual Telesila era de familia noble. Debido a una enfermedad, consultó un oráculo que le recomendó servir a las Musas, así que se dedicó a la poesía y a la música y recobró la salud. 
En la guerra entre Argos y Esparta del 510 a. C., Telesila destacó por su valor. Como los hombres de Argos habían sido masacrados por las tropas espartanas de Cleómenes I, Telesila se vistió de hombre, se armó y encabezó la defensa de la ciudad. En reconocimiento a este hecho, se le erigió una estatua en el templo de Afrodita de su ciudad, y se instituyó un festival llamado Ὑβριστικά o Ἐνδυμάτια, en el que hombres y mujeres intercambiaban sus vestiduras.

## Obra
Ateneo dice que Telesila compuso una oda a Apolo llamada Φιληλίας (Amigo del sol), y Pausanias menciona poemas en honor de Apolo y Artemisa. Los únicos versos que se conservan pertenecen a un partenio, compuesto para ser interpretado por un coro de vírgenes, acerca del amor de Artemisa y el río Alfeo:

ἁ δ’ Ἅρτεμις, ὦ κόραι,
φεύγοισα τὸν Ἀλφεόν...
Artemisa, chicas,

huyendo de Alfeo...
Hefestión: Enquiridión, 11, 2.

## Métrica
Los filólogos alejandrinos llamaban telesileo al metro que cumplía este esquema: x — ∪ ∪ — ∪ —.